# آرتور ا. گوردون
آرتور ا. گوردون (انگلیسی: Arthur E. Gordon؛ ۷ اکتبر ۱۹۰۲ – ۱۱ مه ۱۹۸۹) باستان‌شناس و استاد دانشگاه اهل ایالات متحده آمریکا بود.
وی همچنین برندهٔ جوایزی همچون برنامه فولبرایت شده‌است.